# Sındıran
Sındıran (Şêxbizinî: Gozgoz), vroeger Kürtgöközü, Yenice en Sindiren geheten, is een mahalle in het Turkse district Haymana in de provincie Ankara. In 2020 telde de plaats 2.127 inwoners, waarmee het qua inwonersaantal de grootste nederzetting in het district Haymana is. Het dorp ligt 94 km ten zuiden van Ankara, 77 km ten zuidoosten van Polatlı en 56 km te noordwesten van Kulu.

## Geschiedenis

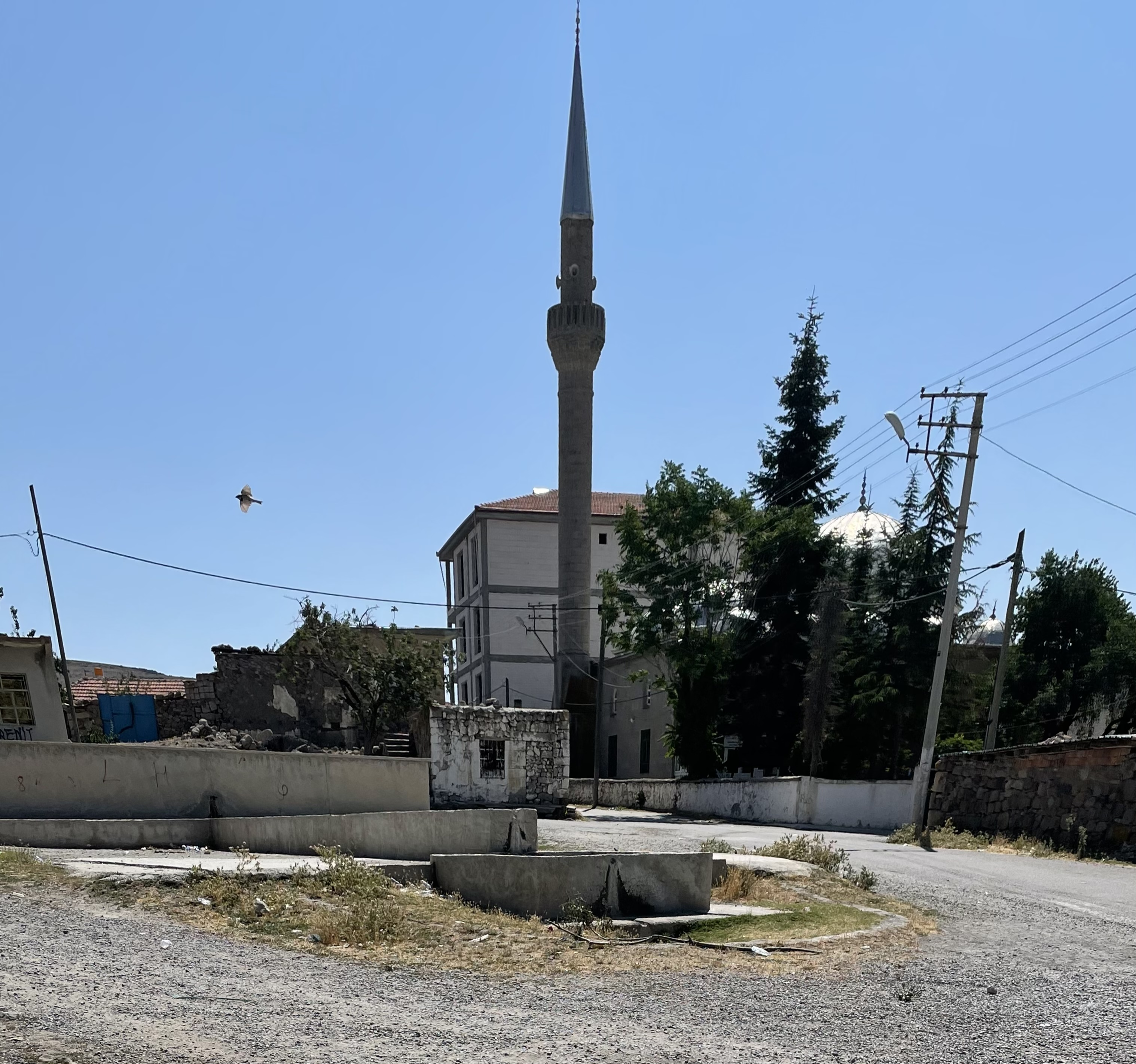
De moskee van het dorp

Het dorp is waarschijnlijk in 1826 gesticht door twaalf Koerdische families uit Palu (Elazığ), gevolgd door een aantal families uit Siverek. In 1877 vestigden vluchtelingen uit Erzurum en in 1890 uit Çiçekdağı zich in het dorp. De oude naam Kürtgöközü diende ter onderscheiding van het naburig dorp Şerefligökgöz en het dorp Türkşerefli. 
Volgens wet nr. 6360 werden alle Turkse provincies met een bevolking van meer dan 750.000 uitgeroepen tot grootstedelijke gemeenten (Turks: büyükşehir belediyeleri), waardoor de dorpen in deze provincies de status van mahalle hebben gekregen (Turks voor stadswijk). Ook Yenice heeft sinds 2013 de status van mahalle.

## Bevolking
Het inwonersaantal nam gedurende twintigste eeuw in een drastische tempo toe - van 287 personen in 1935 tot ruim 4.500 inwoners in 2000. In de telling van 2000 bereikte het inwonersaantal een historische maximum van 4.532 personen. Vanwege de emigratie van jongvolwassenen naar steden - met name naar Altındağ - is de bevolking de afgelopen twintig jaar meer dan gehalveerd. In 2020 woonden er 2.127 mensen in het dorp: 1.108 mannen (52,1%) en 1.019 vrouwen (47,9%). In het dorp wonen hoofdzakelijk Centraal-Anatolische Koerden van de Şêxbizinî-stam. De meeste inwoners zijn soennitsche moslims die tot het sjafisme behoren.
| Bevolkingsontwikkeling tussen 1935 en 2020 |
| ------------------------------------------ |
|                                            |
| Bron: Turkse volkstellingen                |

Centrale districtsplaats (İlçe Merkezi): Haymana
Dorpen (Köyler):
Ahırlıkuyu · Aktepe · Alahacılı · Altıpınar · Ataköy · Bahçecik · Balçıkhisar ·  Boğazkaya · Bostanhüyük · Bumsuz · Büyükkonak · Büyükyağcı · Cihanşah · Cingirli · Culuk · Çalış · Çatak · Çayraz · Çeltikli ·  Demirözü · Dereköy · Deveci · Devecipınarı · Durupınar  · Durutlar  · Emirler · Esen · Eskikışla · Evci · Evliyafakı · Gedik · Gültepe · Güzelcekale · İncirli · Karahoca  · Karaömerli  · Karapınar  · Karasüleymanlı  · Katrancı · Kavakköy · Kerpiçköy · Kesikkavak · Kızılkoyunlu · Kirazoğlu · Kutluhan · Küçükkonak · Küçükyağcı · Saatli · Sarıdeğirmen · Sarıgöl · Sazağası · Serinyayla · Sırçasaray · Sinanlı · Sındıran · Soğulca · Söğüttepe · Şerefligökgöz · Tabaklı · Tepeköy · Toyçayırı · Türkhüyük · Türkşerefli · Yamak · Yaprakbayırı · Yaylabeyi · Yeniköy · Yergömü · Yeşilköy  · Yeşilyurt · Yukarısebil · Yurtbeyli